# 호세 이글레시아스
호세 안토니오 이글레시아스(스페인어: Jose Antonio Iglesias, 1990년 1월 5일 ~ )는 쿠바 출신의 야구 선수이다.